# Thé au Burundi

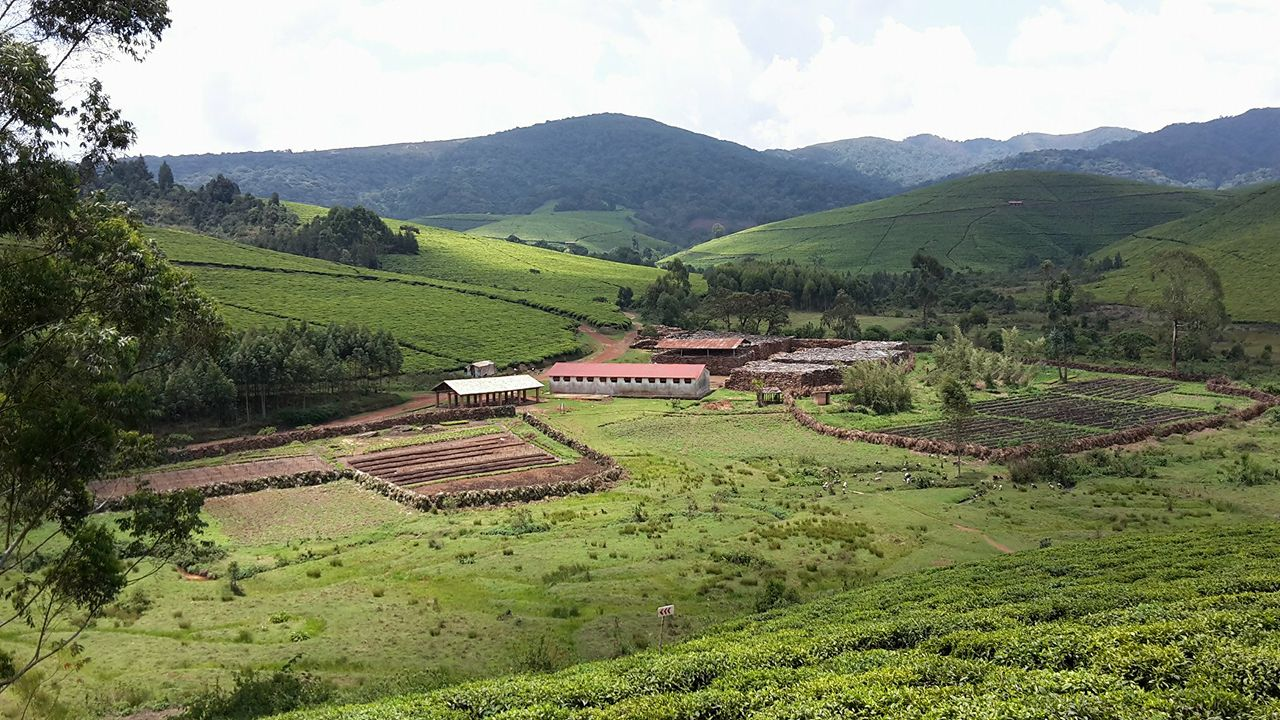
Au premier plan, plantation de thé de Teza

 (mai 2023).

## Histoire
La première expérience de culture du thé au Burundi date de 1931 et est conduite par l'institut de recherche en thé Gisozi ; à la suite du succès de cette expérimentation, l'Institut de Sciences Agronomiques du Burundi établit de véritables plantations, d'abord à Teza, dans la province de Muramvya, en 1967 puis à Rwegura en 1972. L'office du thé burundais voit le jour en 1971, afin de contrôler les usines et de fournir des graines, des engrais et du support technique aux producteurs.
D'autres développements ont lieu dans les années 1970 et 1980, avec la construction de cinq usines, financées par la banque européenne d'investissement et la caisse centrale de coopération économique. Des plantations voient le jour à Ijenda en 1984, Buhoro en 1992 et Gisozi.
La guerre civile fait chuter la production de thé, qui passe de 6 000 tonnes au début des années 1990 à 4 200 tonnes en 2005. Depuis, la production de thé a réaugmenté, devenant la seconde production agricole burundaise après le café et la source de 10 à 15% des revenus du pays. 

## Production
Le thé est essentiellement produit par de petits producteurs, puisque 300 000 d'entre eux possèdent 78% des surfaces. La production se focalise exclusivement sur des thés noir, en particulier pour les blends du petit déjeuner, très majoritairement en CTC.
Si l'État vise à se désinvestir progressivement de la production du thé afin d'en améliorer la qualité, seule la plantation de Gisozi est pour l'instant privée. L'établissement de cette plantation ne visait pas uniquement l'augmentation de la production de thé, mais aussi la réduction du chômage dans la région, l'augmentation de la rémunération des ouvriers agricoles, ainsi qu'un programme de reforestation. 
La production de thé est toutefois rendue difficile par la faiblesse des infrastructures, en particulier électriques et routières, ainsi que par des limitations écologiques telles que l'érosion des sols, le changement climatique et la sécheresse.

## Commerce
95% de la production du thé est exportée ; l'exportation se fait à 80% à travers les ventes aux enchères de Mombasa, tandis que le reste est vendu directement entre producteurs et acheteurs.